# Pachystrobilus
Pachystrobilus là chi thực vật có hoa trong họ Acanthaceae.